# Haus zur Berolina

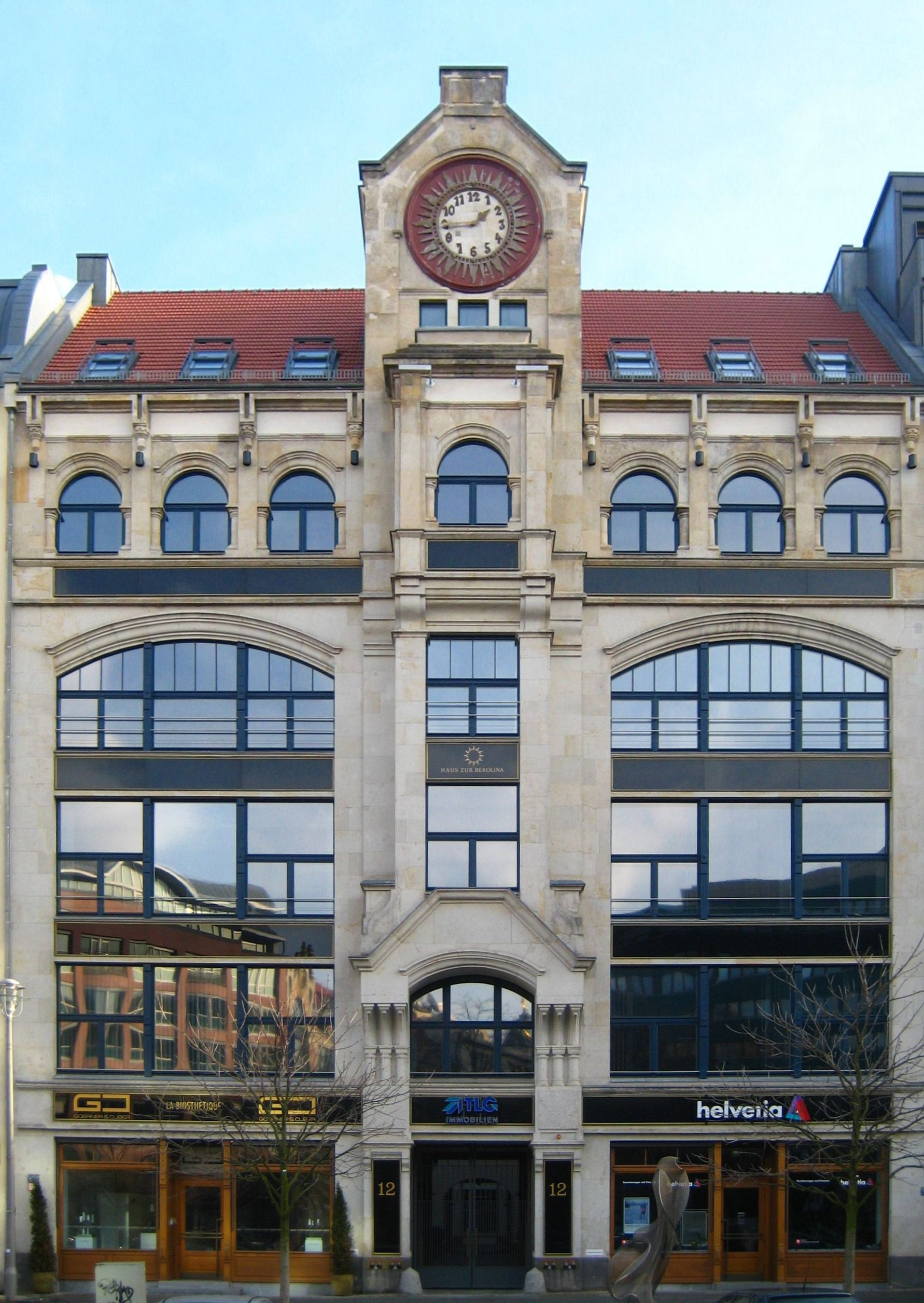
Haus zur Berolina (2009)

Das Haus zur Berolina ist ein Geschäftshaus im Neorenaissance-Stil im Berliner Ortsteil Mitte mit der Adresse Hausvogteiplatz 12. Der Gebäudekomplex wurde nach Entwürfen des Architekten Hermann August Krause unter der Leitung von Alterthum & Zadek errichtet und 1895 eröffnet; er steht unter Denkmalschutz.

## Beschreibung
Das Haus, inzwischen auch schlicht als Kontorhaus bezeichnet, beherbergte einen Textilhandel, der rückwärtige Teil diente auch als Lagerraum. Die fünfgeschossige Schaufassade ist mit Werkstein verkleidet und in drei Achsen gegliedert, wobei die mittlere Achse durch einen Erker und ein Zwerchhaus mit Uhrengiebel betont wird.
Das repräsentative Geschäftshaus galt durch seine exponierte Lage als erste Adresse für Mode in Berlin-Mitte. Der Baukomplex gruppiert sich um vier großzügig gestaltete Innenhöfe, deren Fassaden teilweise mit glasierten Kacheln verkleidet sind. Nach dem Krieg wies das Gebäude stärkere Schäden auf, so dass einige der reichhaltigen Dekore bei der Reparatur nicht mehr angebracht wurden. Während der DDR-Zeit befand sich in den Räumen weiterhin ein Textilhandel.
Der Name Haus zur Berolina geht auf die ursprüngliche Gestaltung der Fassade zurück, da hatte der Architekt die Büste einer Berolina über dem Portal am Platz anbringen lassen. Nach einem Brand im Jahr 1918 und der Wiederherstellung der Fassade war die Büste nicht mehr vorhanden. Zu Beginn des 21. Jahrhunderts hat die TLG Immobilien als Verwalter des Gebäudekomplexes einen Wettbewerb veranlasst, um eine neue Berolina-Büste zu erschaffen und gegebenenfalls aufstellen zu lassen. Eine Realisierung konnte jedoch bis 2019 nicht festgestellt werden.
Das Geschäftshaus wurde 2003 unter Verantwortung der Architekten Haas und Partner für rund 13 Millionen Euro detailgetreu restauriert und in seiner Funktion als Büro- und Geschäftshaus zeitgemäß modernisiert.
In einigen Räumen hat im 21. Jahrhundert die Geschäftsstelle der Deutschen Gesellschaft für Gynäkologie und Geburtshilfe ihren Sitz. Alle Räume sind zum Ende der 2010er Jahre vermietet.